# Пантеон Ходживанка
Пантеон Ходживанка (арм. Խոջիվանք; груз. ხოჯივანქი) — армянское мемориальное кладбище и архитектурный комплекс в северо-восточной части района Авлабари в Тбилиси, Грузия. Место захоронения известных армянских писателей, художников и общественных деятелей.

## История
Кладбище организовано на землях, которые шах Аббас в 1612 году пожаловал Бебут-Беку (представителю армянской семьи Бебутовых). Сын Бебут-Бека Аслан Мелик-Бебут, казначей грузинского царя Ростома, расширил первоначальную территорию кладбища, провёл водопровод, посадил деревья и в 1655 году построил церковь Сурб Аствацацин. Название Ходживанк связано с именем Ходжа Бебут (Большой Бебут). В историко-этнографическом музее Тбилиси сохранилась надпись «В лето армянское 1104-е, волею Бога я, Ходжа Бебут, и брат мой Хатин, и супруга моя Лали построили эту святую церковь пригожего Аслана». Церковь Сурб Аствацацин была посвящена Богородице, имела ограду и цветущий сад вокруг. Позже права Бебутов были продлены Теймуразом II и Ираклием II.
В 1899 году кладбище было ограждено массивной стеной, к тому времени оно стало крупнейшим армянским кладбищем в городе. Количество захоронений в период до его разрушения составило более 90 000.
Большая часть мемориального кладбища и церковь Пресвятой Богородицы (Сурб Аствацацин) были разрушены в 1937 году, разрушение оставшейся части кладбища продолжилось между 1995 и 2004 годами во время строительства Троицкого тбилисского собора (Цминда Самеба).

## Известные захоронения
- Газарос Агаян
- Акоп Акопян
- Исаак Алиханян
- Григор Арцруни
- Аршак Гафавян
- Дживани
- Никол Думан
- Александр Ерицян
- Мурацан
- Нар-Дос
- Мкртум Овнатанян
- Раффи
- Сос Сосян
- Габриэл Сундукян
- Ованес Туманян
- Георгий Туманов
- Михаил Туманов
- Гаянэ Хачатурян
- Макар Екмалян